# SimCity 3000
SimCity 3000 est un jeu vidéo de gestion de type city-builder développé par Maxis et sorti au printemps 1999. Il reprend les éléments de SimCity 2000 en plus élaboré et rend plus réalistes les aspects de la construction d'une ville ainsi que les catastrophes s'y attachant (incendies, tremblements de terre, émeutes).

## Accueil
| Sim City 3000 |      |       |
| Média         | Nat. | Notes |
| Jeuxvideo.com | FR   | 14/20 |
| Gamekult      | FR   | 5/10  |
| GameSpot      | US   | 85 %  |